# RISE AGAIN
『RISE AGAIN』（ライズ・アゲイン）は、2012年8月1日に発売された、Crush 40のスタジオEP。

## 収録曲
1. Sonic Youth
2. One of Those Days
3. Song of Hope
4. Rise Again

## ラインナップ
- Johnny Gioeli - ヴォーカル
- 瀬上純 - ギター
- 種子田健 - ベース
- Katsuji - ドラムス